# Parlamentspalast

Der Parlamentspalast in Bukarest

Der Parlamentspalast (rumänisch Palatul Parlamentului [paˈlatul parlaˈmentului̯]) in der rumänischen Hauptstadt Bukarest ist eines der größten Gebäude der Welt. Der neoklassizistische Palast wurde 1984 im Auftrag des kommunistischen Diktators Nicolae Ceaușescu unter der Leitung der Architektin Anca Petrescu begonnen. Für das seinerzeit Haus des Volkes (Casa Poporului) bzw. Haus der Republik (Casa Republicii) genannte Gebäude wurden große Teile der historischen Altstadt abgerissen. Nach der Revolution wurde der Palast 1997 vollendet und beherbergt gegenwärtig das rumänische Parlament und mehrere Museen.

## Geschichte
Das Gebäude wurde von 1983 bis 1989 nach den Vorstellungen des diktatorisch regierenden rumänischen Staatspräsidenten Nicolae Ceaușescu errichtet; die offizielle Grundsteinlegung fand am 25. Juni 1984 statt. Die Architektin des Gebäudes Anca Petrescu (1949–2013) gewann den Wettbewerb für den Palastbau gleich nach Abschluss ihres Studiums im Alter von 26 Jahren und blieb nach der Fertigstellung Hauptverantwortliche für dessen Ausgestaltung. Um Platz für das Bauwerk der Superlative zu schaffen, zu dessen Gesamtkomplex auch weite Teile neuer Plätze und Alleen gehören, wurden Ende der 1970er Jahre teilweise historische Wohnhäuser mit rund 40.000 Wohnungen, ein Dutzend Kirchen und drei Synagogen abgerissen sowie Teile der Altstadt zwangsgeräumt. Auch das Kloster Mihai Vodă sollte abgerissen werden, wurde aber nach weltweitem Protest verschont und stattdessen um ein paar hundert Meter verschoben. Rund 20.000 Arbeiter, vor allem Militärangehörige, errichteten im Dreischichtbetrieb den Palast.
Ursprünglich wurde das Bauwerk Casa Poporului (deutsch Haus des Volkes) genannt, von den Bukarestern damals spöttisch als „Haus des Sieges über das Volk“ bezeichnet. Nach der Rumänischen Revolution und der Hinrichtung Ceaușescus 1989 entbrannten Diskussionen um die weitere Nutzung des Bauwerkes. Im April 1991 fiel die Entscheidung, dass der Gebäudekomplex nicht abgerissen und in „Palast des Parlaments“ umbenannt wird. Nach weiteren Umbauten dient das Gebäude seit 1997 als Sitz der rumänischen Abgeordnetenkammer, 2005 bezog auch der Senat seinen Sitz im Palast. Außerdem gibt es ein internationales Konferenzzentrum, in dem zum Beispiel im April 2008 die Parlamentarische Versammlung der NATO stattfand. In den oberen Etagen befindet sich eine internationale Zoll- und Polizeiorganisation. Auf der Rückseite des Gebäudes ist das Nationalmuseum für Moderne Kunst untergebracht.

## Architektur und Bautechnik

Parlamentspalast bei Nachtbeleuchtung

Der Bau beschäftigte mehr als fünf Jahre lang 20.000 Arbeiter und – je nach Quelle – 400 bis 700 Architekten. Seine bebaute Fläche beträgt 65.000 m², die Geschossfläche 365.000 m² – zum Vergleich: Das Pentagon hat 610.000 m² Geschossfläche.  Die größte Galerie des Gebäudes ist 150 Meter lang und der größte Saal ist 16 Meter hoch und 2200 m² groß. Die Baukosten sind nur schwer zu beziffern, in einer Schätzung ist von 3,3 Milliarden Euro die Rede, was bis zu 40 Prozent des jährlichen Bruttosozialprodukts Rumäniens entsprach.

### Stil
Stilistisch wird der Parlamentspalast zum Neoklassizismus gerechnet. Seine Monumentalität weist ihn jedoch als reine Herrschaftsarchitektur aus und sprengt jeden bisher gekannten Rahmen der klassizistischen und neoklassizistischen Vorbilder. Der britische Historiker Tony Judt sah den Palast als „eine monströse Metapher für maßlose Tyrannei“.

### Technische Details
- Maße:[5]
  - Bebaute Fläche: 65.000 m²
  - Geschossfläche: 365.000 m²
  - Höhe: 86 Meter über dem Boden, 92 Meter im Untergrund
  - Länge: 275 Meter
  - Breite: 235 Meter
- Zahlen:
  - Am Bau mitwirkende Architekten (unter der Leitung von Anca Petrescu): 700
  - 5.100 Räume, davon sind 3.000 Zimmer, der Rest sind Hallen und Flure (30 Konferenzsäle)
  - über 30 Räume und Salons sind zwischen 200 und 2.000 m² groß
  - 200 Toiletten
  - 31 Aufzüge
  - 480 Kronleuchter
  - 150.000 Glühlampen
  - 52.000 m² an Teppichen
  - 2.000 km elektrische Leitungen
- Baumaterialien:
  - 1.000.000 m³ Marmor aus Siebenbürgen
  - 3500 t Kristallglas, aus denen 480 Kronleuchter, 1409 Deckenleuchten sowie Spiegel hergestellt wurden
  - 700.000 t Stahl und Bronze für monumentale Türen, Fenster und Kronleuchter
  - 900.000 m³ Holz (Walnuss, Eiche, Kirsche, Ulme, Platane, Ahorn)
  - 200.000 m² gold- und silberbestickte Samt- und Brokatvorhänge

Derzeit (2010) kümmern sich 170 Techniker um die Unterhaltung des Gebäudes. Da 2008 die Stromrechnung 1,7 Millionen Euro betrug, werden die Glühlampen nach und nach durch Energiesparlampen ersetzt.

## Literatur

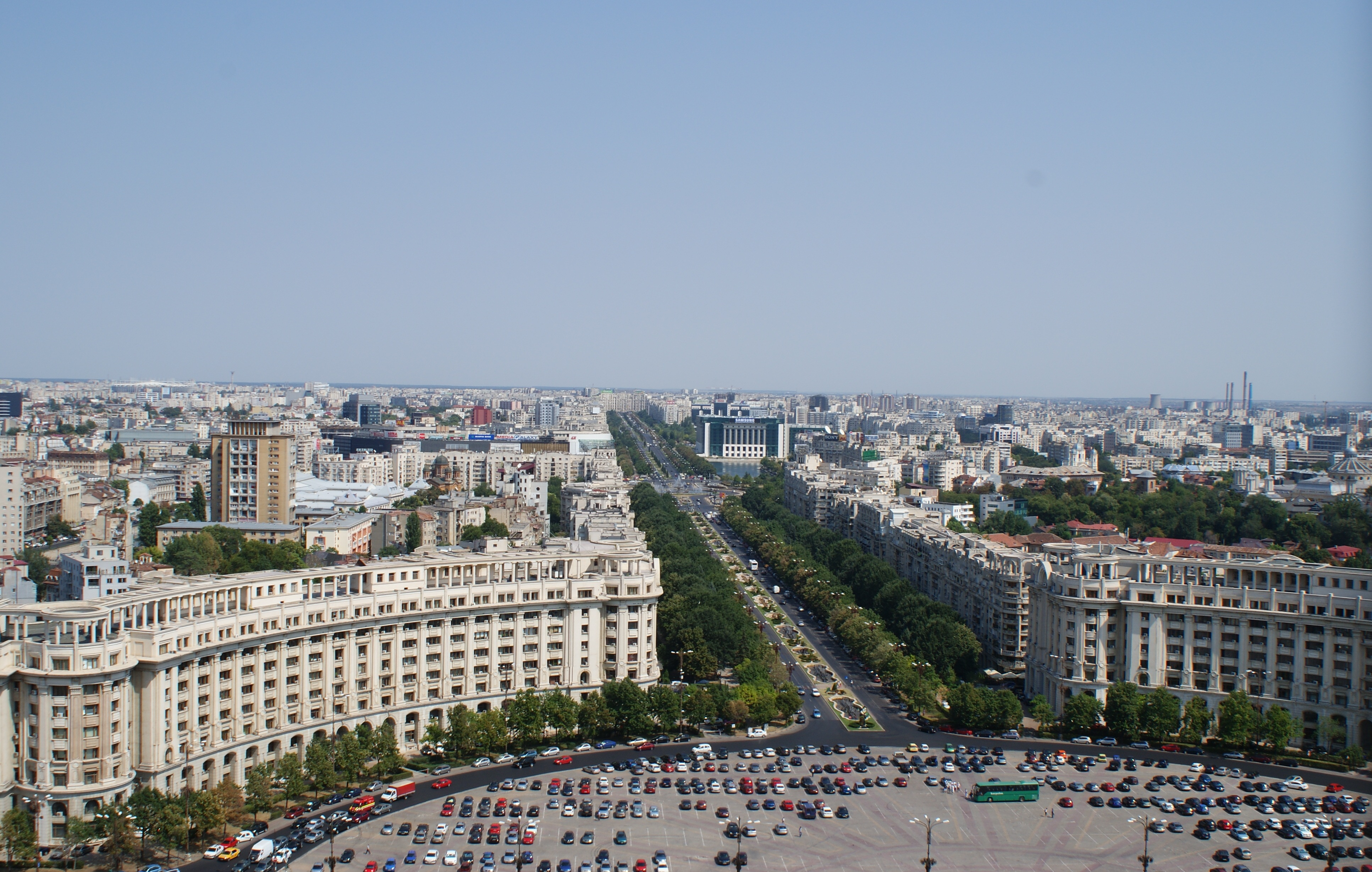
Aussicht vom Palast auf den Bulevardul Unirii